# Cloruro de magnesio
El cloruro de magnesio, de fórmula MgCl2, es un compuesto mineral iónico a base de cloro, cargado negativamente, y magnesio, cargado positivamente. El cloruro de magnesio puede extraerse de salmueras o del agua de mar y es una gran fuente de magnesio, obtenido por electrólisis. El cloruro de magnesio puede presentarse en forma anhidrida, bi-hidratado o hexahidratado. Este último compuesto se presenta como cristales romboides de gran belleza ornamental. Es una sal delicuescente[cita requerida] (del latín deliquescere, hacerse líquido), por lo que tiene afinidad química por el agua, pudiendo absorber cantidades relativamente altas de agua si se expone a la atmósfera, formando una solución líquida.

## Obtención
Existen diversas formas para la obtención del cloruro de magnesio.
{\displaystyle \mathrm {MgO+\ Cl_{2}+\ C\longrightarrow MgCl_{2}+\ CO} }
{\displaystyle \mathrm {Mg(OH)_{2}+2\ HCl\longrightarrow MgCl_{2}+2\ H_{2}O} }
{\displaystyle \mathrm {Mg+2\ HCl\longrightarrow MgCl_{2}+H_{2}} }
{\displaystyle \mathrm {MgCO_{3}+2\ HCl\longrightarrow CO_{2}+MgCl_{2}+H_{2}O} }

## Aplicaciones
El cloruro de magnesio es necesario para la salud, se encuentra en la sal que no ha sido refinada y varios alimentos. Hasta se usa como complemento alimenticio (ver, por ejemplo, el cloruro de magnesio Santiveri).

### Precursor de magnesio metal
El MgCl2 es el principal precursor del magnesio metálico. Se consigue por el proceso de Dow utilizando salmueras naturales o agua de mar. Se hace reaccionar cal apagada con el Mg2+ de la salmuera obteniéndose hidróxido de magnesio, que a su vez reacciona con HCl formando MgCl2 y agua. Una vez concentrado el magnesio de esta manera, se procede a la electrólisis, siendo la reacción:
{\displaystyle \mathrm {2Cl^{-}+\ Mg^{2+}\longrightarrow Cl_{2}(g)+\ Mg(s)} }
obteniéndose magnesio metálico y cloro gas. Este último se convierte en ácido clorhídrico que se recicla.

### Soporte catalítico
Los catalizadores Ziegler-Natta, utilizados comercialmente para producir poliolefinas, contienen MgCl2 como soporte catalítico. La introducción de los soportes de MgCl2 aumenta la actividad de los catalizadores tradicionales y permitió el desarrollo de catalizadores altamente estereoespecíficos para la producción de polipropileno.

## Usos

### Uso culinario
El cloruro de magnesio es un coagulante importante usado en la preparación de tofu a partir de la leche de soja. En Japón se vende como Nigari, término que deriva de la palabra japonesa para amargo, un polvo blanco obtenido a partir del agua del mar después de eliminar el cloruro de sodio y el agua. La Blamita contiene, además, sulfato de magnesio y otras sustancias en menores cantidades u oligoelementos.

### Uso como anticongelante
En algunas zonas del planeta disminuyó el empleo del cloruro de sodio para evitar la formación de hielo y aumentó el uso del cloruro de magnesio líquido como anticongelante. El cloruro de magnesio se pulveriza sobre el pavimento seco, sobre todo en pistas de aeropuertos, antes de que nieve o sobre el pavimento mojado antes de alcanzar temperaturas de congelación en los meses de invierno para evitar que la nieve y el hielo se peguen a las pistas. El empleo de anticongelantes supone un avance en la seguridad. Con respecto al empleo del cloruro de magnesio como anticongelante se presentan dos tipos por efectos electrolíticos: la contaminación de los heladores, lo que ocasiona que se formen arcos eléctricos a través de ellos, y la corrosión del acero y del aluminio, lo que afecta a postes y otras infraestructuras.

### Uso en el almacenamiento de hidrógeno
El cloruro de magnesio se ha impuesto como material de almacenamiento de hidrógeno.[cita requerida] El amoníaco (NH3), que es rico en átomos de hidrógeno, se emplea cómo material intermedio de almacenamiento. Éste puede absorberse con eficacia sobre el cloruro de magnesio sólido, formando dicloruro de hexamonio (NH4)6Cl2.[cita requerida] El amoníaco es desplazado después por un calor suave y a continuación, se pasa por un catalizador que lo descompone produciendo hidrógeno.

## Toxicidad
Los iones de magnesio tienen un sabor amargo, y las disoluciones de cloruro de magnesio son amargas en diversos grados, dependiendo de la concentración de magnesio.
La toxicidad del magnesio es rara en individuos sanos con una dieta normal, porque el exceso de magnesio se excreta fácilmente en la orina por los riñones. Se han descrito algunos casos de toxicidad oral por magnesio en personas con función renal normal que ingieren grandes cantidades de sales de magnesio, pero es raro. Si se come una gran cantidad de cloruro de magnesio, tendrá efectos similares al sulfato de magnesio, causando diarrea, aunque el sulfato también contribuye al efecto laxante en esa sal, por lo que el efecto del cloruro no es tan grave.

### Fitotoxicidad
El cloruro (Cl−) y el magnesio (Mg2+) son nutrientes esenciales importantes para el crecimiento normal de la planta. El exceso de cualquiera de los nutrientes puede dañar una planta, aunque las concentraciones de cloruro foliar están más relacionadas con el daño foliar que el magnesio. Las altas concentraciones de iones de MgCl2 en el suelo pueden ser tóxicas o cambiar las relaciones del agua de manera que la planta no pueda acumular fácilmente agua y nutrientes. Una vez dentro de la planta, el cloruro se trasloca a través del sistema de conducción de agua y se acumula en los márgenes de las hojas o las agujas, donde la muerte regresiva ocurre primero. Las hojas se debilitan o mueren, lo que puede conducir a la muerte del árbol.